# Josef Benz
Josef Benz (Zürich, 20 mei 1944 - 5 februari 2021) was een Zwitsers bobsleeremmer. Benz werd in 1980 olympisch kampioen in de tweemansbob en won de zilveren medaille in de viermansbob. Vier jaar eerder in Innsbruck won Benz de bronzen medaille in de tweemansbob en de zilveren medaille in de viermansbob. Benz werd tweemaal wereldkampioen in de tweemansbob en eenmaal in de viermansbob. Benz won al zijn mondiale medailles in de bob met Erich Schärer als piloot.
Later werd hij functionaris bij zijn sport en bij het rodelen als ook juryvoorzitter tijdens wedstrijden.

## Resultaten
- Wereldkampioenschappen bobsleeën 1975 in Cervinia  in de viermansbob
- Olympische Winterspelen 1976 in Innsbruck  in de tweemansbob
- Olympische Winterspelen 1976 in Innsbruck  in de viermansbob
- Wereldkampioenschappen bobsleeën 1977 in Sankt Moritz  in de viermansbob
- Wereldkampioenschappen bobsleeën 1978 in Lake Placid  in de tweemansbob
- Wereldkampioenschappen bobsleeën 1978 in Lake Placid  in de viermansbob
- Wereldkampioenschappen bobsleeën 1979 in Königssee  in de tweemansbob
- Wereldkampioenschappen bobsleeën 1979 in Königssee  in de viermansbob
- Olympische Winterspelen 1980 in Lake Placid  in de tweemansbob
- Olympische Winterspelen 1980 in Lake Placid  in de viermansbob
- Wereldkampioenschappen bobsleeën 1981 in Cortina d'Ampezzo  in de tweemansbob
- Wereldkampioenschappen bobsleeën 1981 in Cortina d'Ampezzo  in de viermansbob

1932: Hubert Stevens / Curtis Stevens ·
1936: Ivan Brown / Alan Washbond ·
1948: Felix Endrich / Friedrich Waller ·
1952: Andreas Ostler / Lorenz Nieberl ·
1956: Lamberto Dalla Costa / Giacomo Conti ·
1964: Anthony Nash / Robin Dixon ·
1968: Eugenio Monti / Luciano De Paolis ·
1972: Wolfgang Zimmerer / Peter Utzschneider ·
1976: Meinhard Nehmer / Bernhard Germeshausen ·
1980: Erich Schärer / Josef Benz ·
1984: Wolfgang Hoppe / Dietmar Schauerhammer ·
1988: Jānis Ķipurs / Vladimir Kozlov ·
1992: Gustav Weder / Donat Acklin ·
1994: Gustav Weder / Donat Acklin ·
1998: Günther Huber / Antonio Tartaglia en Pierre Lueders / David MacEachern ·
2002: Christoph Langen / Markus Zimmermann ·
2006: André Lange / Kevin Kuske ·
2010: André Lange / Kevin Kuske ·
2014: Beat Hefti / Alex Baumann ·
2018: Francesco Friedrich / Thorsten Margis en Justin Kripps / Alexander Kopacz ·
2022: Francesco Friedrich / Thorsten Margis